# Gentamicine
Die Gentamicine sind eine Gruppe von strukturell sehr eng verwandten Aminoglykosidverbindungen. Unter dem Freinamen Gentamicin wird ein fermentativ hergestelltes Typgemisch als Arzneistoff gegen bakterielle Infektionen eingesetzt.

## Geschichte
Die ersten Gentamicine wurden im Jahr 1963 von Mitarbeitern von Schering in New Jersey in den Produkten des Bakterienstamms Micromonospora purpurea entdeckt. Von der bakteriellen Herkunft (Micromonospora) leitet sich die Schreibweise mit einem „i“ ab. Aminoglykosidantibiotika, die von Streptomyces-Arten stammen, werden dagegen mit „y“ geschrieben (beispielsweise Tobramycin oder Streptomycin).

## Strukturen und Eigenschaften
Die Gentamicine sind aus drei Hexosaminen aufgebaut. Es handelt sich hierbei um (siehe Abbildungen, von links nach rechts) Gentosamin/Garosamin, 2-Desoxystreptamin und Purpurosamin.
| - Gentamicin A                  |  | 13291-74-2 | 86474   | C18H36N4O10 | 468,50 g·mol−1 |
| - Gentamicin A1                 |  |            |         |             |                |
| - Gentamicin A2                 |  | 55715-66-7 | 86489   | C17H33N3O11 | 455,46 g·mol−1 |
| - Gentamicin A3                 |  | 55715-67-8 | 86490   | C18H36N4O10 | 468,50 g·mol−1 |
| - Gentamicin A4                 |  |            |         |             |                |
| - Gentamicin B - Betamicin      |  | 36889-15-3 | 37569   | C19H38N4O10 | 482,53 g·mol−1 |
| - Gentamicin B1                 |  | 36889-16-4 | 3034288 | C20H40N4O10 | 496,55 g·mol−1 |
| - Gentamicin C1                 |  | 25876-10-2 | 441305  | C21H43N5O7  | 477,59 g·mol−1 |
| - Gentamicin C1a                |  | 26098-04-4 | 72396   | C19H39N5O7  | 449,54 g·mol−1 |
| - Gentamicin C2                 |  | 25876-11-3 | 72397   | C20H41N5O7  | 463,57 g·mol−1 |
| - Gentamicin C2a                |  | 59751-72-3 |         | C20H41N5O7  | 463,57 g·mol−1 |
| - Gentamicin C2b - Micronomicin |  | 52093-21-7 | 107677  | C20H41N5O7  | 463,57 g·mol−1 |

Plazomicin. Die Sisomicin-Struktur ist schwarz dargestellt, die Substituenten blau.

Ähnliche Strukturen weisen auch die Kanamycine und Tobramycin auf. Bei Sisomicin handelt es sich um 4,5-Dehydrogentamicin-C1a. 
Der teilsynthetische Sisomicin-Abkömmling Plazomicin wird ebenfalls arzneilich verwendet.